# شهرك سرخاد (أيسين)
شهرك سرخاد (بالفارسية: سرخا) هي قرية تقع في إيران في هرمزغان. يقدر عدد سكانها بـ 105 نسمة .